# ابتسامات ليلة صيف
ابتسامات ليلة صيف (بالسويدية: Sommarnattens leende) فيلم سويدي صدر عام 1955 من تأليف وإخراج إنغمار برغمان. حصل الفيلم على جائزة "الكوميديا الشاعرية" في مهرجان كان عام 1956، ورشح لجائزة الأكاديمية البريطانية لأفضل فيلم عام 1957. وهو الفيلم الذي أعطى لبرغمان سمعة عالمية. اختارته مجلة تايم عام 2005 في قائمة أهم مئة فيلم. تم اقتباس الفيلم مرتين، الأولى في فيلم موسيقي "ليلة موسيقية قصيرة (1978)، والثانية في فيلم "كوميديا فاضحة ليلة منتصف الصيف" (1982) للمخرج وودي آلن.

## روابط خارجية
- ابتسامات ليلة صيف على موقع IMDb (الإنجليزية)
- ابتسامات ليلة صيف على موقع الموسوعة البريطانية (الإنجليزية)
- ابتسامات ليلة صيف على موقع روتن توميتوز (الإنجليزية)
- ابتسامات ليلة صيف على موقع نتفليكس (الإنجليزية)
- ابتسامات ليلة صيف على موقع قاعدة بيانات الأفلام العربية
- ابتسامات ليلة صيف على موقع ألو سيني (الفرنسية)
- ابتسامات ليلة صيف على موقع Turner Classic Movies (الإنجليزية)
- ابتسامات ليلة صيف على موقع أول موفي (الإنجليزية)
- ابتسامات ليلة صيف على موقع فيلمافينيتي (الإسبانية)
- ابتسامات ليلة صيف على موقع قاعدة بيانات الأفلام السويدية (السويدية)